# Jaktorów (rejon złoczowski)
Jaktorów (ukr.  Якторів) – wieś na Ukrainie w rejonie lwowskim obwodu lwowskiego.

## Historia
Pod koniec XIX w. wieś w powiecie przemyślańskim.
W 1921 wieś liczyła 231 zagród i 1178 mieszkańców, w tym 1041 Ukraińców, 90 Polaków i 31 Żydów i 18 Niemców. W 1931 zagród było 253 a mieszkańców 1441.
W 1944 nacjonaliści ukraińscy ograbili i częściowo spalili zabudowania należące do Polaków.
Do 2020 w rejonie złoczowskim.